# Agrioquèrids
Els agrioquèrids (Agriochoeridae) són una família extinta de mamífers artiodàctils que visqueren a Nord-amèrica entre l'Eocè mitjà i el Miocè inferior. Se n'han trobat restes fòssils al Canadà, els Estats Units i Mèxic. Tenien les dents molars de tipus braquidont i bunoselenodont. A diferència dels oreodonts posteriors, conservaven l'hàl·lux i el pòl·lex. El primer representant d'aquest grup, Protoreodon, és probablement el tàxon germà de tots els altres mericoidodontoïdeus.